# Starry Eyes
 (octobre 2022).
Pour plus de détails, voir Fiche technique et Distribution.
Starry Eyes est un film d'horreur américain écrit et réalisé par Kevin Kölsch et Dennis Widmyer. L’œuvre est présentée mondialement pour la première fois le 8 mars 2014, au cours du festival multimédia South by Southwest et met en vedette Alexandra Essoe dans le rôle de Sarah Walker, une jeune femme en quête de renommée et pleine d’espoir, qui découvre que le prix de la gloire n’est pas toujours facile à encaisser. Le financement de cette production cinématographique est recueilli en partie grâce à une campagne fructueuse lancée au sein de la plateforme Kickstarter.

## Synopsis
Sarah Walker est une actrice en herbe qui travaille comme serveuse dans un établissement de restauration rapide. Ses amis sont généralement peu coopératifs et égoïstes ; Erin essaie constamment de voler les rôles pour lesquels Sarah auditionne, tandis que sa colocataire Tracy et Danny, un réalisateur débutant, se montrent apathiques à la situation de la jeune femme. Ses chances quant à côtoyer la gloire dont elle rêve tant semblent minces, jusqu'au jour où elle passe une audition pour un film intitulé The Silver Scream, tenue par la puissante société de production Astraeus Pictures. La directrice de casting et son assistant répondent de manière négative à la performance de Sarah. Cette dernière, contrariée d'essuyer un énième échec, s’enferme dans les toilettes du bâtiment et pleure tout en s’arrachant les cheveux, une succession de gestes qui susciteront l’intérêt de la directrice de casting. Sarah est donc invitée à repasser une audition et accepte, à contrecœur, à la demande de la directrice de casting de reproduire la crise dont elle est parfois éprise, s’arrachant par là-même les cheveux devant elle. Mais elle est à nouveau congédiée, à sa grande stupéfaction.
Subséquemment, elle quitte son emploi de serveuse afin de poursuivre pleinement ce rôle et décroche un rappel pour une deuxième audition peu de temps après. Elle est prise au dépourvu lorsqu’on lui intime cette fois-ci de se déshabiller. Sarah s'exécute et après avoir été conseillée d’ouvrir son esprit à une potentielle « transformation », ressent une euphorie extrême et se retrouve dans un état de transe, au cours duquel elle remarque que la directrice de casting arbore un pendentif en forme de pentagramme. Toujours dans cet état, elle commence à montrer de légers comportements erratiques. Cependant, lorsqu’on lui ordonne d’avoir des relations sexuelles avec le producteur lors de la troisième audition, Sarah se met en colère et retourne au plus vite chez elle. Danny, qui montre apparemment un intérêt romantique pour Sarah, lui demande de jouer Simone, le rôle principal dans son propre projet de film, proposition qu’elle accepte volontiers.
Lors d’une fête célébrant le projet de film de Danny, Sarah est surprise lorsqu’elle le voit embrasser Erin. Furieuse, elle retourne chez le producteur, où elle se soumet de manière presque inconsciente et effectue une fellation au producteur. Les jours suivants, Sarah montre un comportement de plus en plus instable. Elle remarque également que son corps commence à se détériorer. À la suite d'une vive dispute avec Tracy, elle se retire dans sa chambre et, au cours d’une hallucination, voit la directrice de casting qui lui montre une vision aguicheuse d’elle-même dans la peau d’une star de cinéma. Lorsqu’elle se rend dans la salle de bain pour vomir, elle constate que ses cheveux et ses ongles sont en pleine détérioration. Sarah, désormais accablée de douleur, grimpe dans la baignoire et se met à dégobiller une masse d’asticots ensanglantés.
Sarah répond ensuite à un appel du producteur, qui lui laisse le choix de mourir ou se laisser entraîner par la « transformation ». Sarah choisit cette dernière option et se rend chez Erin pour la confronter. Les deux jeunes femmes se disputent au sujet de la décision de Sarah quant à accepter des faveurs sexuelles afin de décrocher un rôle, jusqu’à ce qu’Erin allume la lumière de la cuisine et aperçoit le visage défiguré de Sarah. Erin essaie de persuader cette dernière d’aller à l’hôpital, mais Sarah lui tranche la joue avec un couteau. Elle répète ce geste avec frénésie et poignarde Erin à plusieurs reprises avant de tuer deux autres résidents de la maison. Plus tard, elle réalise qu’Erin est toujours vivante et tente de s’échapper, à la suite de quoi elle l’étouffe à l'aide d'un sac plastique. Sarah se poste finalement devant le van de Danny qui ignore tout du précédent carnage, entame une discussion et le tue aussi.
Par la suite, les gens travaillant pour Astraeus Pictures se révèlent être des partisans d’une secte occulte adorant un démon éponyme. Ils mènent alors un rituel par lequel Sarah, entourée d’acolytes illuminés, renaît entièrement par le biais d’une membrane ensanglantée, tandis que les adeptes forment une ronde décorée de néons et formant un pentagramme autour d’elle. Le lendemain, Sarah émerge de terre dans un corps impeccable, sain et totalement imberbe, telle une chrysalide; un coffret cadeau lui a été déposé par la société de production. Elle retourne à son appartement et massacre Tracy, sa colocataire et néanmoins amie avant de découvrir les présents qu’Astraeus lui a laissés : une robe noire, une longue perruque brune et un collier en argent en forme de pentagramme. Sarah les arbore, s’admirant une dernière fois dans le miroir. Durant le processus de transformation, ses yeux sont devenus verts.

## Fiche technique
- Titre original : Starry Eyes
- Réalisation : Kevin Kölsch et Dennis Widmyer
- Scénario : Kevin Kölsch et Dennis Widmyer
- Direction artistique : Jeremy Jonathan White et Chloe Knapp
- Décors : Chloe Knapp
- Costumes : Malia Miyashiro
- Photographie : Adam Bricker
- Son : A. Tad Chamberlain
- Montage : Brody Gusar et Dennis Widmyer
- Musique : Jonathan Snipes
- Production : Travis Stevens
- Sociétés de production : Snowfort Pictures, Parallactic Pictures, Dark Sky Films
- Pays d’origine :  États-Unis
- Langue originale : anglais
- Format : couleur (Technicolor) — 70 mm — 2,35:1 (VistaVision) — son Dolby numérique
- Genre : horreur
- Durée : 98 minutes
- Dates de sortie : 
  - États-Unis : 8 mars 2014 (Festival South by Southwest)
  - États-Unis : 14 novembre 2014
  - Turquie : 28 août 2015
  - Japon : 26 juillet 2019

## Distribution
- Alexandra Essoe : Sarah Walker
- Amanda Fuller : Tracy
- Noah Segan : Danny
- Fabianne Therese : Erin
- Shane Coffey : Poe
- Natalie Castillo : Ashley
- Pat Healy : Carl
- Nick Simmons : Ginko
- Maria Olsen : directrice des castings
- Marc Senter : assistant des castings
- Louis Dezseran : producteur de cinéma
- Akchtonin Ramos : Mario

## Accueil critique
Le film remporte un taux d’approbation de 76% sur Rotten Tomatoes, basé sur vingt-et-une critiques, lui conférant une note moyenne de sept sur dix. Le commentaire du site web affirme que « Starry Eyes explore le bas-fond miteux d’Hollywood afin de produire une histoire d’horreur originale et rafraîchissante guidée par la performance d’Alex Essoe ». Metacritic donne au film une note moyenne pondérée de 49 sur 100, basée sur six critiques, avec la description « critiques mixtes ou moyennes ».
Dans leur compte-rendu, le magazine Fangoria souligne que « Kolsch et Widmyer sont clairement en accord avec la force obscure qui consume Sarah mais, comme le fait transparaitre la bande originale qui accompagne le film, il y a quelque chose d’émouvant dans sa transformation, entre autres le fait de vivre le pire cauchemar d’une actrice, esthétiquement parlant, mais également de toujours obtenir ce qu’on veut, et parfois grâce à la force ». Shock Till You Drop et Bloody Disgusting ont également acclamé le film à sa sortie. Bloody Disgusting commente que même si Starry Eyes possède quelques défauts, « ce sont [ces] mêmes éléments négatifs qui alimentent ses forces, et celles-ci sont beaucoup plus notables ». Le magazine Time a qualifié le film de l’une des dix meilleures projections du festival South by Southwest.